# Ничего личного (фильм, 2009)
«Ничего личного» (англ. Duplicity) — фильм режиссёра Тони Гилроя, выпущенный в прокат в марте 2009 года.

## Сюжет
Главные герои Клэйр Стенвик и Рэй Ковал в прошлом были агентами государственных спецслужб. В настоящее время являются агентами-шпионами двух крупных корпораций, ведущих конкурентную борьбу между собой. Задачами каждого из них являются получение секретной информации о деятельности компании-конкурента и сохранение коммерческой тайны собственной организации. В выполнении поставленных задач герои способны использовать далеко не рядовые навыки, приобретённые на государственной службе.
Свои шпионские приемы для получения желаемой информации Клэйр и Рэю приходится применять друг на друге. Но оказалось, что шпионам приходилось встречаться и раньше, ещё до начала службы у нового работодателя.

## В ролях
| Актёр          | Роль          |
| -------------- | ------------- |
| Клайв Оуэн     | Рэй Ковал     |
| Джулия Робертс | Клэйр Стенвик |
| Пол Джаматти   | Ричард Гарсик |
| Том Уилкинсон  | Ховард Талли  |

## Награды и номинации

### Номинации
- 2009 год — премия «Золотой глобус» за лучшую женскую роль (комедия или мюзикл) — Джулия Робертс за роль Клэйр Стенвик